# 克劳斯尼克-大瓦瑟堡
克劳斯尼克-大瓦瑟堡（德語：Krausnick-Groß Wasserburg）是德国勃兰登堡州的市镇，隶属于达默-施普雷瓦尔德县。总面积为54.79平方千米，截至2023年12月31日总人口为640人。